# Psecas
Genre
Synonymes
- Deza Peckham & Peckham, 1894
- Epinga Peckham & Peckham, 1894

Psecas est un genre d'araignées aranéomorphes de la famille des Salticidae.

## Distribution
Les espèces de ce genre se rencontrent en Amérique du Sud et au Panama.

## Liste des espèces
Selon World Spider Catalog (version 24.5, 09/08/2023) :
- Psecas bacelarae Caporiacco, 1947
- Psecas barbaricus (Peckham & Peckham, 1894)
- Psecas bubo (Taczanowski, 1871)
- Psecas chapoda (Peckham & Peckham, 1894)
- Psecas chrysogrammus (Simon, 1901)
- Psecas cyaneus (C. L. Koch, 1846)
- Psecas euoplus Chamberlin & Ivie, 1936
- Psecas jaguatirica Mello-Leitão, 1941
- Psecas rubrostriatus Schmidt, 1956
- Psecas sumptuosus (Perty, 1833)
- Psecas vellutinus Mello-Leitão, 1948
- Psecas viridipurpureus (Simon, 1901)
- Psecas zonatus Galiano, 1963

## Systématique et taxinomie
Ce genre a été décrit par C. L. Koch en 1850.
Deza et Epinga ont été placés en synonymie par Simon en 1903.

## Publication originale
- C. L. Koch, 1850 : Übersicht des Arachnidensystems. Nürnberg, vol. 5, p. 1-77 (texte intégral).